# Sardynki (ruch)
Sardynki – seria demonstracji i bezpartyjny ruch protestu we Włoszech sprzeciwiający się populistycznej retoryce Ligi i Braci Włoskich, powstały pod wpływem wygranych przez Ligę wyborów lokalnych w Umbrii 27 października 2019 r. Pierwsze kilkutysięczne manifestacje ruchu odbyły się w Bolonii (15 listopada), Modenie i Reggio Emilia, a po nich nastąpiły wielotysięczne demonstracje w Genui, Mantui, Weronie, Florencji, Mediolanie i Padwie. 